# Григорій (Боришкевич)
Архієпископ Григорій (Георгій Іванович Боришкевич; 18 (30) квітня 1889, Межиріч, Рівненський повіт, Волинська губернія — 13 (26) жовтня 1957, Чикаго, Іллінойс, США) — український та білоруський релігійний діяч.
Священик ПАПЦ; Єпископ РПЦЗ, архієпископ Чикагсько-Детройський та Середнього Заходу.

## Життєпис
1910 — закінчив Волинську духовну семінарію. Продовжив навчання в Казанській духовній академії, яку закінчив зі ступенем кандидата богослов’я у липні 1914.
Архієпископ Волинський Антоній (Храповицький) благословив Георгія Боришкевича готуватися стати священиком.
Пострижений у четці архієпископом Євлогієм (Георгієвським). Служив у храмі Св. Павла у Житомирі.
Після одруження на Ангелині Загоровській, 30 січня 1916 поставлений в диякони. 2 лютого рукопокладений у священики. 
Після рукопокладення займав різноманітні вчительські та адміністративні посади в навчальних закладах єпархії, викладав Закон божий, літургіку, російську мову та російську історію.
22 березня 1916 – призначений законовчителем та інспектором класів Волинського Віталієвського єпархіального жіночого училища.
1920 – став вдівцем. У тому ж році призначений настоятелем храму Св. Іоанна Богослова у Борисовичі. До того часу ці землі увійшли до новоутвореної Польської республіки.
1922 – зведений в сан протоієрея.
1924 – призначений благочинним низки приходів у новоутвореній Польській православній церкві.
1927— настоятель собору у Володимирі-Волинському.
1932 — настоятель собору у Кременці.
1 січня 1939 — настоятель Покровського собору у Гродно.
1942 – митрофорного протоієрея Георгія Боришкевича запропоновано як кандидата в єпископи для автономної Білоруської церкви.
1943 – прийняв постриг з іменем Григорій, на честь Св. Григорія Ниського. 18 вересня зведений в сан ієромонаха, а 19 вересня – архімандрита.
21-26 жовтня 1943 – разом з архієпископом Венедиктом (Бобковським) брав участь у нараді єпископів РПЦЗ (Російської православної церкви закордоном) у Відні, який не визнав обрання митрополита Сергія патріархом.
24 жовтня 1943 – хіротонія.
7 липня 1944 – емігрував до Німеччини разом з єпископатом Білоруської православної церкви.
У квітні 1946 в Мюнхені відбувся Архієрейський собор Російської церкви закордоном. На цьому соборі білоруські ієрархи (а також кілька ієрархів автономної Української Церкви) були прийняті до РПЦЗ. На цьому ж соборі Владика Григорій зробив розгорнуту доповідь про устрій семінарії РПЦЗ у Західній Європі. Однак через масовий вихід православних із Європи у перші післявоєнні роки, цим планам так і не вдалося впровадитися.
Після з’єднання з РПЦЗ призначений єпископом Бабергським, вікарієм Берлінської та Німецької єпархії. Був настоятелем церкви при таборі для переміщених у Бамберзі та управителем табірних приходів у провінції Оберфранген.
1947 — єпископ Монреальський та Східно-Канадський.
1950 – переселився до Канади.
15 грудня 1950 — постійний член Архієрейського Синоду РПЦЗ.
1952 – зведений в сан архієпископа.
1954 – Архієрейський Синод створив Чикагсько-Клівлендську єпархію і призначив правлячим єпископом архієпископа Григорія.
1957 – після смерті Архієпископа Детройтського та Флінтського Ієронима (Чернова), його єпархія, що включала в себе чотири приходи, була приєднана до Чикагсько-Клівлендської єпархії та архієпископ Григорій отримав титул «архієпископ Чикагсько-Детройтський та Середнього Заходу».
Помер 13/26 жовтня 1957 від онкологічного захворювання. Похований на чернечому цвинтарі Свято-Троїцького монастиря в Джорданвіллі.

## Твори
- «Значение церковных реформ Петра 1 с истории Русской Церкви». Кандидатська робота.
- Указ на лит. См. «Прав. Собес.» 1915, листопад-грудень, с. 282 (звіт).
- Беседа со старообрядцами о Символе Веры. «Изв. Каз. Еп.» 1912, № 3, с. 84-87.